# Boeing 377 Stratocruiser
Boeing 377 Stratocruiser je bilo veliko štirimotorno propelersko potniško letalo z dolgim dosegom. Zasnovali so ga po 2. Svetovni vojni pri ameriškem Boeingu. Zasnovan je na bazi C-97 Stratofreighterja, ki je sam baziran na bombniku B-29 Superfortress . Prvi let Stratocruiserja je bila 8. julija 1947.Stratocruiser je imel dve nadstropji, podobno kot Airbus A380 in imel tudi kabino pod tlakom.
Poganjali so ga štirje 28 - valjni 3 500 konjski zračno hlajeni zvezdasti motorji Pratt & Whitney R-4360-B6 Wasp Major.
Stratocruiser je bil dražji za nakup in obratovanje od konkurentov Douglas DC-6 in Lockheed Constellation. Je pa imel 377 večji doseg in večjo kapaciteto potnikov. 377 je imel tudi probleme z motorji R-4360 in štirikrakimi propelerji. Zgradili so samo 55 letal. So pa zgradili 888 KC-97 letečih tankerjev.  
Dvonadstropni trup je imel 187 m³ prostora. Zgornje nadstropje je imela rahlo večji premer kot spodnje. Imel je kapaciteto 100 potnikov, v praksi po navadi manj. Možna je bila tudi namestitev 28 postelj. Prvič je poletel 8. julija 1947.Kabina je bil presurizirana na nivo morja na višini 15 500 čevljev (4 700 m). Na višini leta 25 000 čevljev (7 600 m) pa na 5 500 čevljev (1 700 m).
377 je bil eno izmed zmogljivejših letal povojnega obdobja in eno izmed najbolj luksuznih. Cena za let iz New Yorka je bila $400 dolarjev, kar je ekvivalentno $5300 dolarjem leta 2022.

## Tehnične specifikacije
Podatki iz Airliners of the World
Splošne karakteristike
- Število sedežev: do 100 potnikov, tipično 63 do 84
- Dolžina: 110 ft 4 in (33,63 m)
- Razpon kril: 141 ft 3 in (43,05 m)
- Višina: 38 ft 3 in (11,66 m)
- Površina kril: 1769 ft² (164,3 m²)
- Teža praznega letala: 83 500 lb (37 876 kg)
- Maks. vzletna teža: 148 000 lb (67 133 kg)
- Pogon letala: 4 ×  Štirikraki propelerji Pratt & Whitney R-4360 Wasp Major 28-valjni zračno hlajeni zvezdasti motorji, 3 500 KM (2 610 kW)  vsak

 Zmogljivost 
- Maks. hitrost: 375 mph (603 km/h)
- Potovalna hitrost: 301 mph (483 km/h)
- Doseg: 4 200 mi (3 650 nmi, 6 760 km)
- Višina leta: 32 000 ft (9 800 m)
- Max cruise: 340 mph (547 km/h)